# Estopa (material)

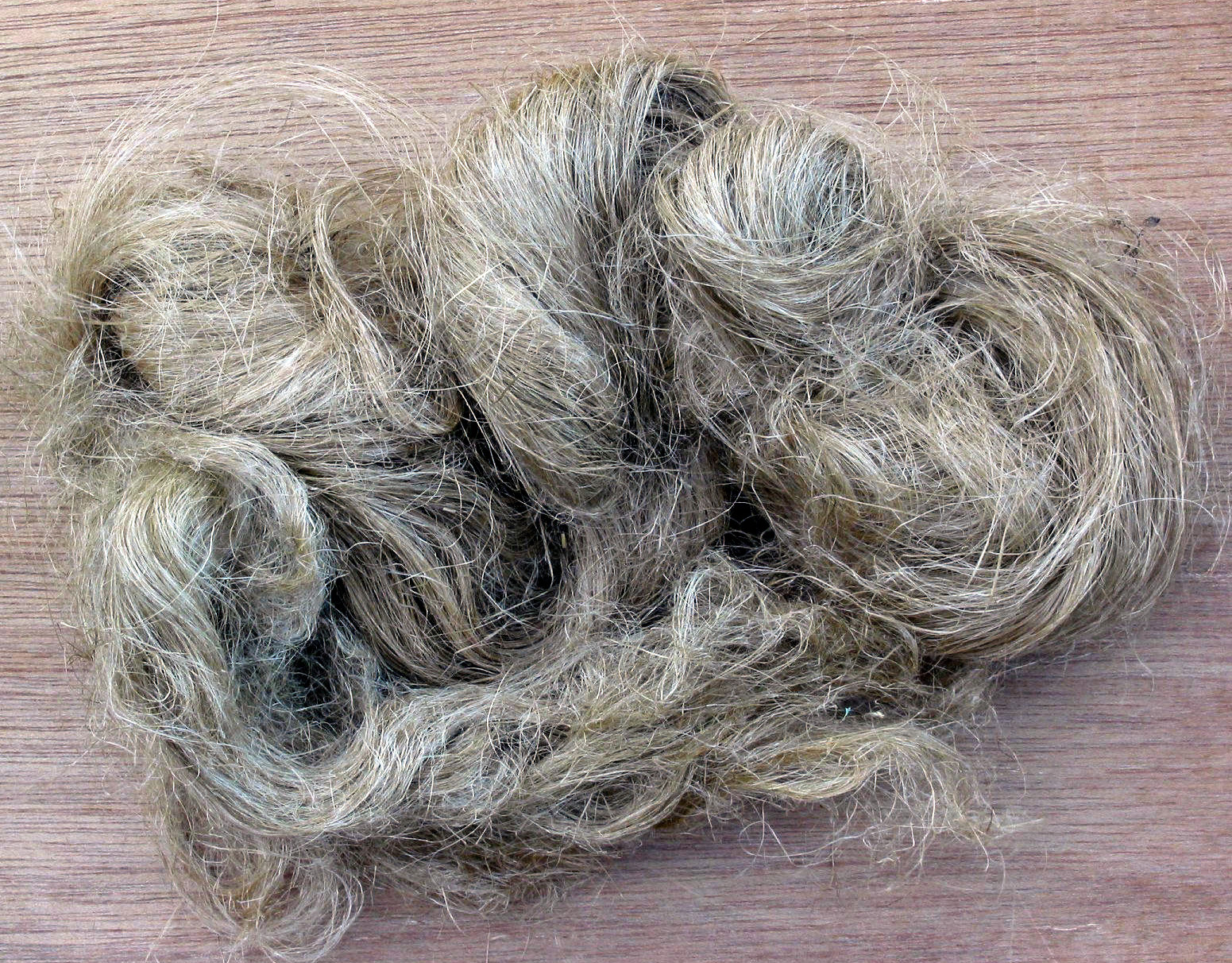
Estopa de cànem.

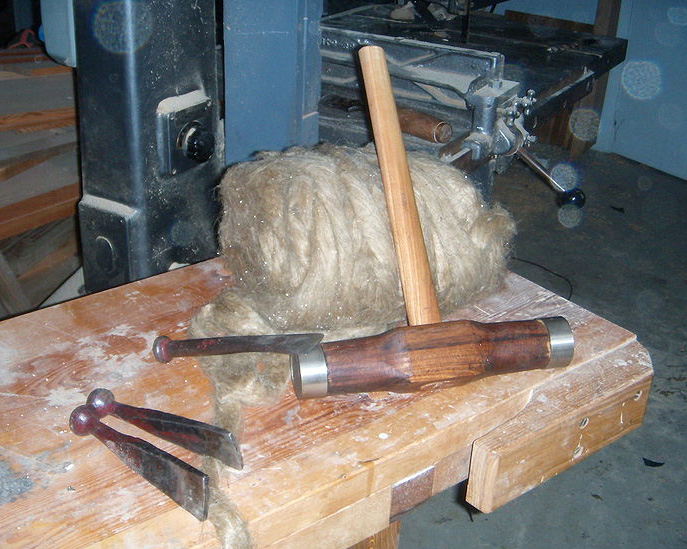
Eines de calafat i estopa.

En la indústria tèxtil i en diverses professions, l'estopa era un dels productes residuals de pentinar les fibres de cànem i altres materials naturals. Es comercialitzava en forma de manyocs o pilots de fibres desiguals. Els compradors eren diversos. D’una banda hi havia els teixidors d’arpilleres i teixits bastos. D’altra banda, era un dels productes principals emprats pels calafats. També utilitzaven estopa, com a material de farciment, els sellers, basters, matalassers i tapissadors de mobles.

## Arpilleres i teixits d'estopa
Les estopes de millor qualitat, amb una proporció important de fibres llargues, es podien pentinar i filar per a fabricar fils de qualitat més baixa. Aquests fils es podien teixir en teles relativament atapeïdes (teixits d'estopa) o més aviat grolleres (arpilleres).

## Calafatament
Una de les matèries bàsiques dels calafats era l'estopa. Generalment de cànem, però també de lli o d'espart. Quan el sisal, l'abacà, el jute, la fibra de coco i altres fibres forasteres es popularitzaren, es pogué emprar l'estopa d'aqueixos materials (a Europa i en els països d'origen).

## Lampisteria
En lampisteria i molts camps de la indústria cal assegurar unions de canonades, accessoris i altres dispositius de manera que siguin estanques al pas de diversos líquids o gasos. Aquest és l'objecte de les unions segellades i de les juntes d'estanquitat. En sistemes domèstics, les úniques unions a considerar són les unions fixes. En una unió "fixa" o estàtica, cal assegurar l'estanquitat entre dos elements immòbils entre sí. La solució tradicional era un cordonet d'estopada sense trenar ni filar. Quan la rosca s'estrenyia la unió quedava estanca.

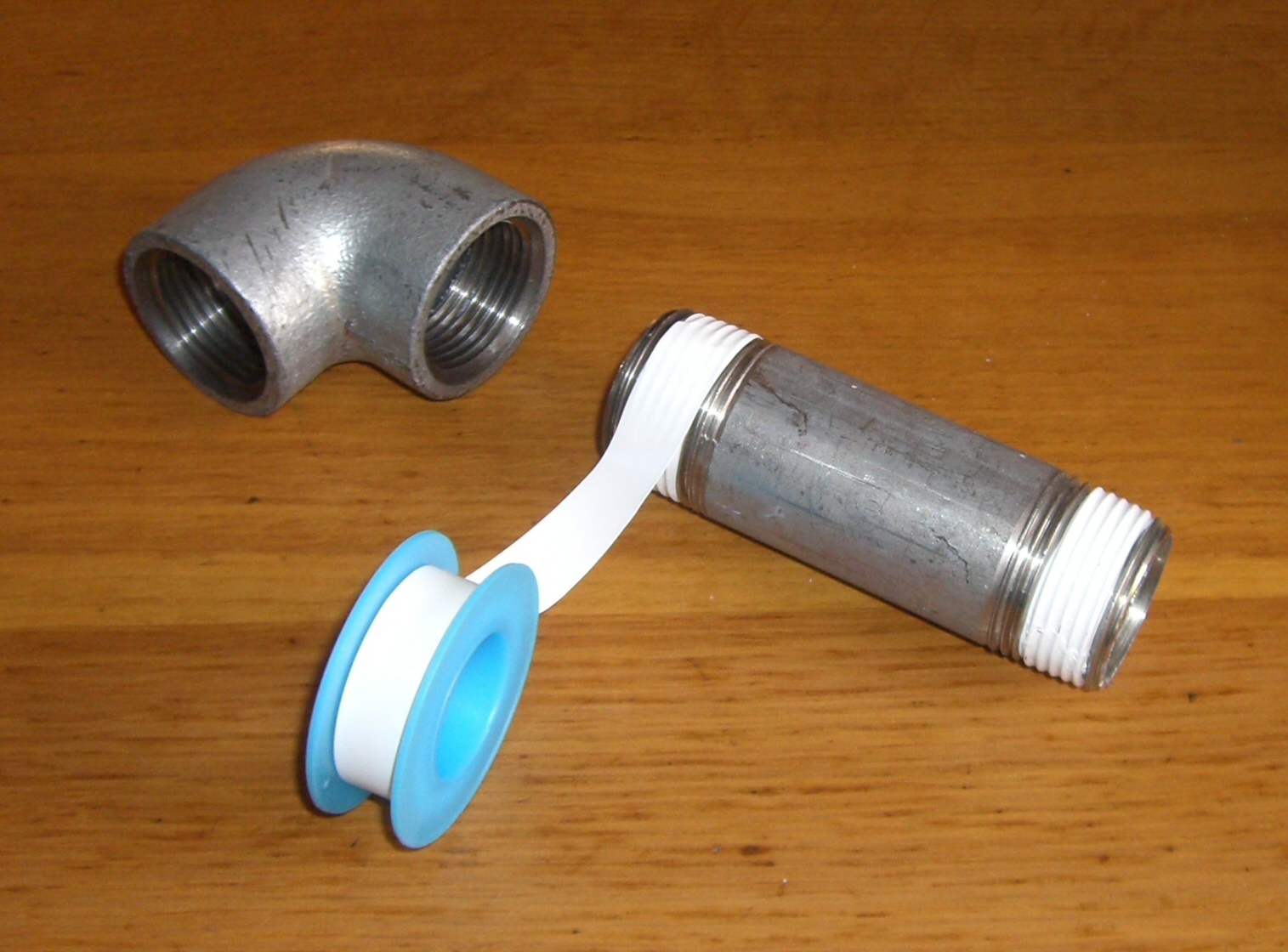
Cinta de PTFE per a fer estanca una unió roscada. Antigament s'emprava un cordó d’estopa

## Indústria en general i construcció naval
A més de les unions estàtiques, hi ha casos industrials en els que cal una estanquitat entre peces amb moviment relatiu (estanquitat dinàmica). N'hi ha de dues menes: tiges amb moviment longitudinal bidireccional i arbres amb moviment rotatiu (vàlvules amb obturador rotatiu, bombes i arbres d'hèlice. La solució tradicional es basava en l'estopa i els dispositius emprats s'anomenaven estopades o caixes d'estopades.

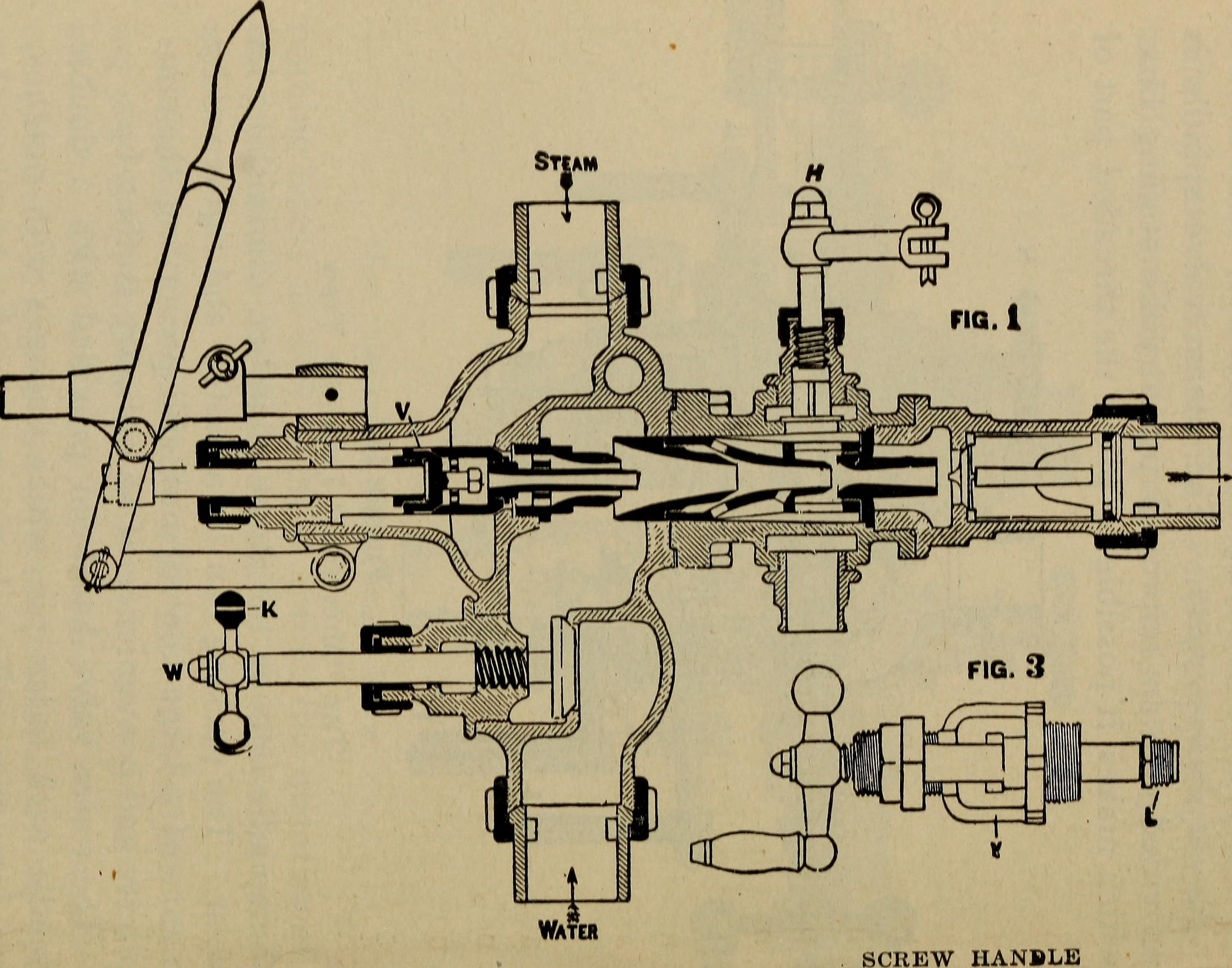
Secció d’un injector de vapor per a l’alimentació de l’aigua de la caldera d'una locomotora. El dibuix mostra tres estopades (de femella exterior roscada). La primera estopada és la de la tija que acciona l'injector (dalt/esquerra). La segona (per sota de l'anterior en el dibuix) és la de la tija de la vàlvula de vapor. La tercera és petita i pot ignorar-se (en aquesta descripció).

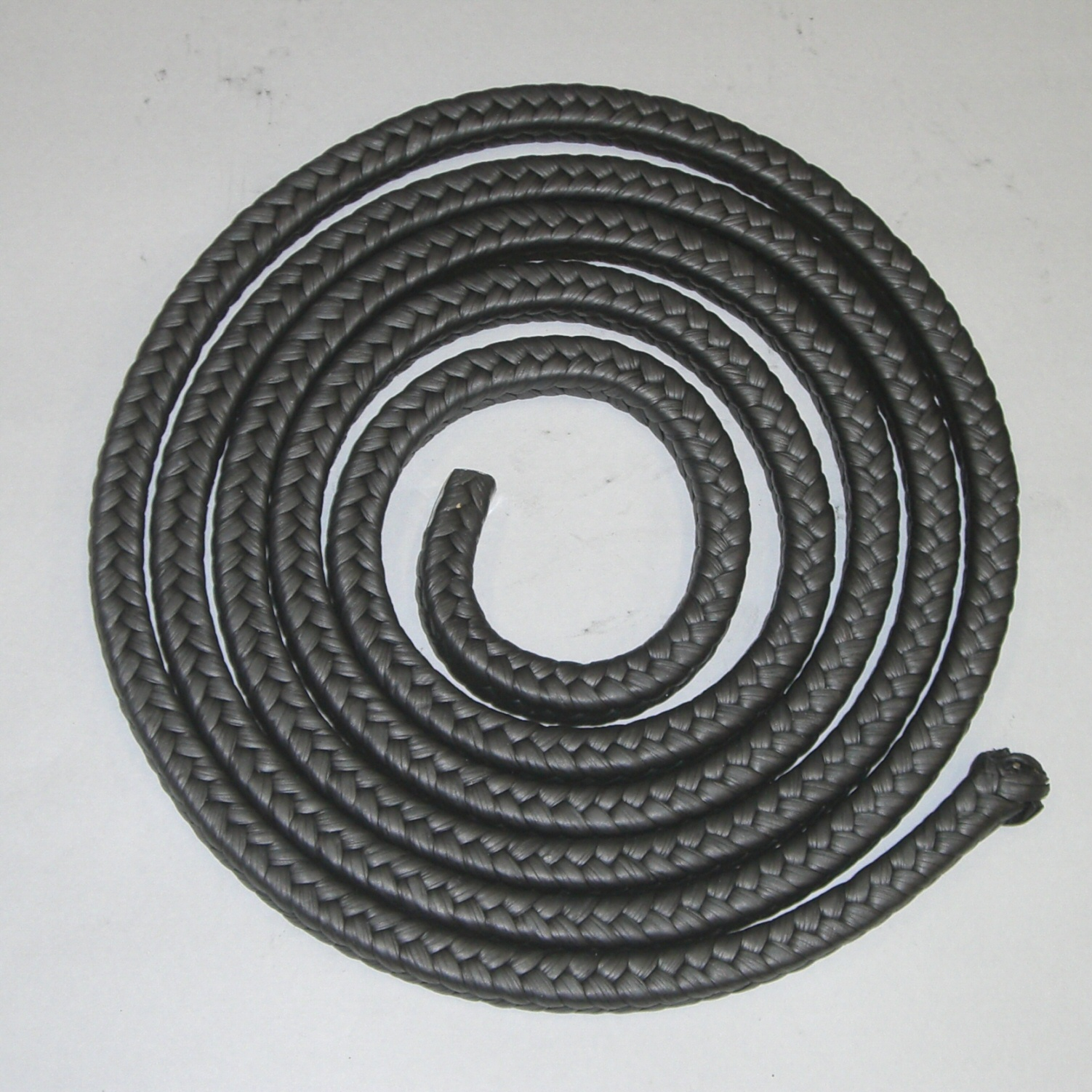
Cordó de grafit de secció quadrada. Antigament era d'estopa.
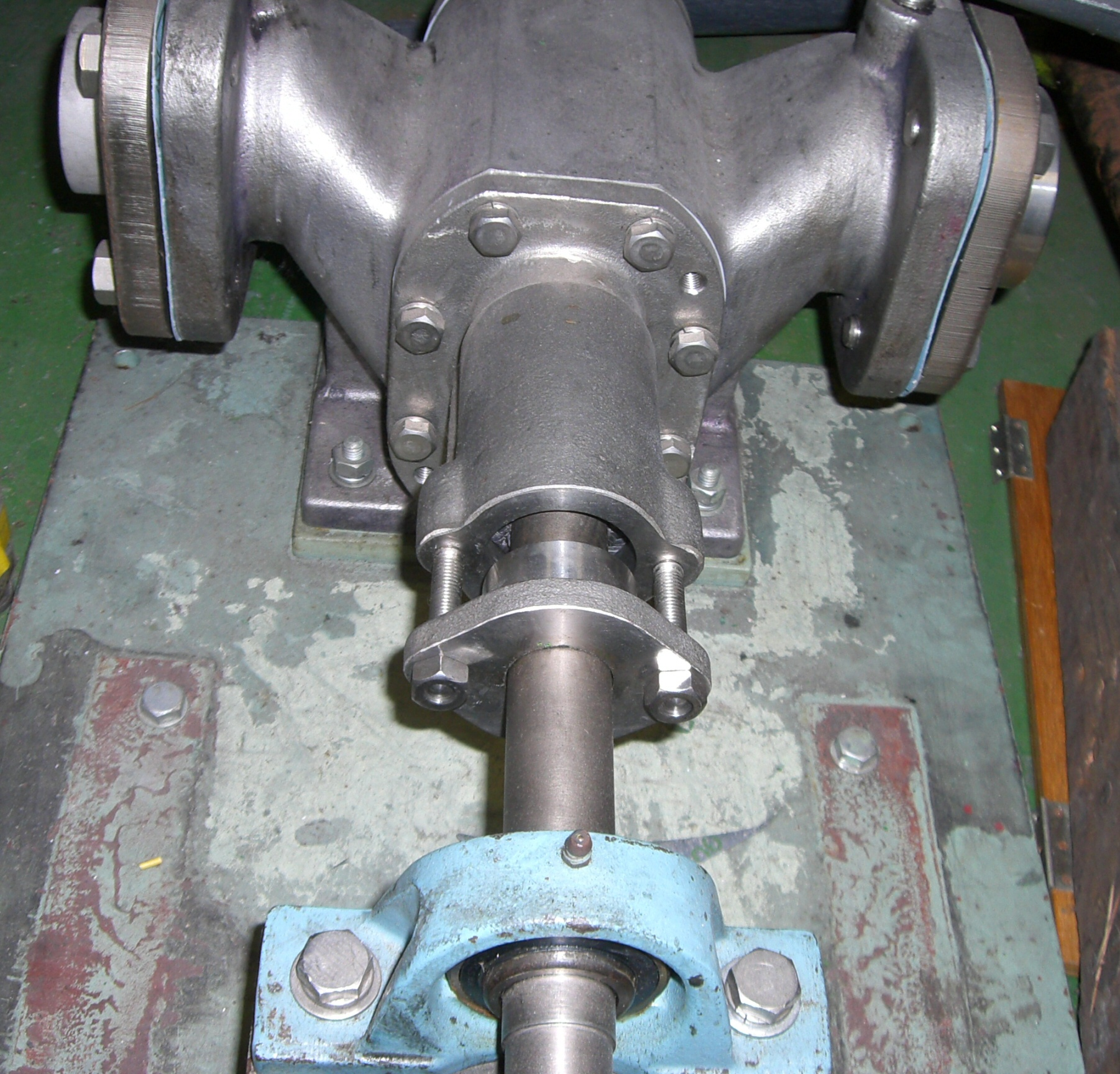
Aspecte general d'una caixa d'estopades (del tipus brida i dos perns roscats)
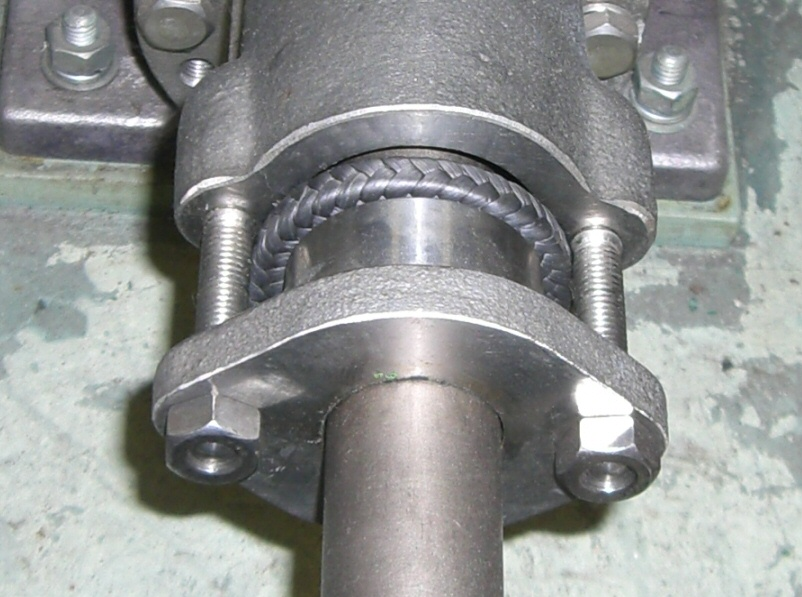
Brida abans de comprimir l'estopada
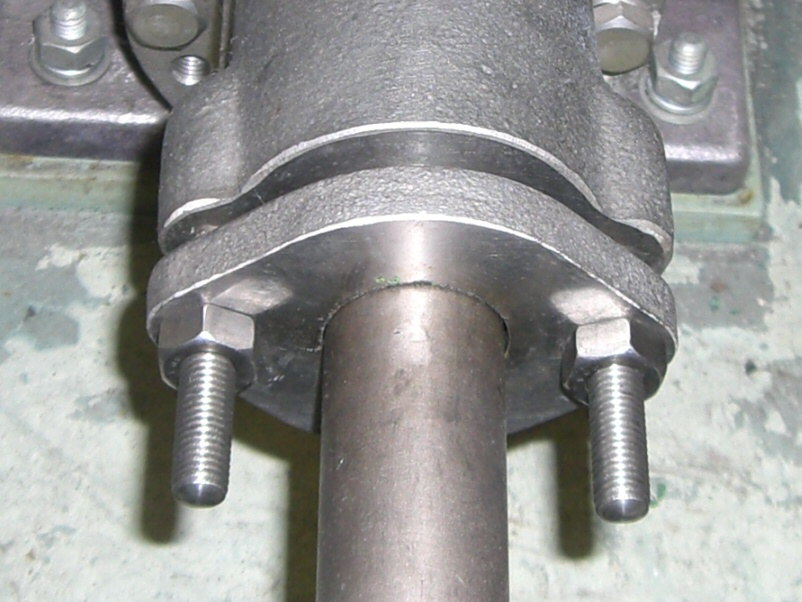
Brida comprimint l'estopada

El principi d'una estopada és relativament senzill. Es tracta de fer passar la tija o l'arbre per l'interior d'un allotjament de secció circular i de diàmetre sensiblement més gran que la tija/arbre (L'allotjament o caixa d'estopades forma part de l'element estàtic del conjunt). L'espai lliure que queda entre la tija/arbre i la caixa d'estopades s'omple d'estopa impregnada de greix (Aquesta estopa pot adoptar la forma de cordó cargolat al voltant de la tija/arbre o muntar-se en forma d'anells tallats superposats). El fons de la caixa té un diàmetre ajustat al de la tija/arbre i presenta una part plana en forma de corona circular. Una peça metàl·lica en forma d'anell (pitjador), que es munta envoltant la tija/arbre, pot desplaçar-se lliurement. Qualsevol sistema que permeti desplaçar el pitjador permetrà que aquest darrer comprimeixi l'estopa fins a aconseguir el grau d'estanquitat desitjat. (Generalment el pitjador és obligat per una femella exterior o un sistema format per una brida i dos perns roscats amb femelles o similar).
Resumint: una estopada està formada per estopa impregnada de greix, comprimida dins d'una caixa d'estopades. L'estopada permet el moviment de la tija o arbre però dificulta molt el pas de líquids i gasos a pressió.

### Botzina d'hèlix d'un vaixell
El cas de l'arbre de l'hèlix d'un vaixell és molt semblant al d'una bomba hidràulica rotativa. Una caixa d'estopades permet el gir de l'arbre impedint l'entrada d'aigua a l'interior del vaixell.
És freqüent la denominació "premsa-estopes" per a tot el conjunt de la caixa d'estopades.

## Material de farciment
Abans de les escumes elàstiques sintètiques els fabricants de mobles i els tapissadors podien usar l'estopa com a material de farciment.

## Construcció
L'estopa era un material tradicionalment emprat per a reforçar el guix. En elements constructius, decoratius i en escultures. Els elements constructius es podien fabricar en obra o ser prefabricats en un obrador o factoria. Una denominació forastera del materials compost de "guix i estopa" és "staff".

## Veterinària
Per a fer pegats o curar ferides, l'estopa era usada pels antics manescals.

## Llànties, espelmes i fogons
Els blens de moltes llànties no eren altre que un cordó d'estopa (embolicat grollerament o trenat). Aquesta propietat de l'estopa la feia molt adequada per a fer-ne blens prims d'espelmes o algunes varietats de torxes amb blens molt gruixuts. Un cas semblant eren les metxes amples i planes (o tubulars) d'algunes làmpades de petroli i d'alguns fogons de petroli o alcohol.

## Metxes
En molts casos, el component principal de moltes metxes (artilleria, arcabusseria, pirotècnia, càrregues explosives, antigues mines, antigues granades de mà…) era l'estopa. Generalment de lli o cànem. El cordó s'impregnava amb diversos additius depenent de la velocitat de combustió desitjada.